# Clostera ornata
Clostera ornata är en fjärilsart som beskrevs av Augustus Radcliffe Grote och Robinson 1868. Clostera ornata ingår i släktet Clostera och familjen tandspinnare. Inga underarter finns listade i Catalogue of Life.